# Théodule Ribot (maler)
 For alternative betydninger, se Théodule Ribot. (Se også artikler, som begynder med Théodule Ribot)
Agustin Théodule Ribot (født 8. august 1823 i Breteuil i Eure, død 11. september 1891 i Colombes i departementet Seine) var en fransk maler og raderer.
Ribot, der var elev af Glaize, er en udpræget naturalistisk malerbegavelse. Til en begyndelse malede han, under meget fattige kår, især stilleben- og genrestykker (gadescener og lignende), hvor penselen kunde svælge i kraftige farveindtryk (i Stockholms Nationalmuseum Sovende kvinde). Hans kirkelige og historiske arbejder fra en noget senere tid er i ånd og malerisk holdning beslægtede med Riberas og Caravaggios kunst; de er malede a la tenebrosi, med stærk modsætning mellem lys og skygge; skikkelserne er lidet "ophøjede", til tider næsten hæslig frastødende, men gennemførte med energisk virkelighedssans. Stor opsigt og delvis indignation vakte Ribots Sankt Sebastian (1865), der ligesom Kristus i templet og Den barmhjertige samaritan (1870) kom til Luxembourgmuseet i Paris. Andre værker i lignende retning: Den hellige Vincens (museet i Lille), Cato sønderriver sit bryst etc. Ribot benytter ofte, med stor virkning, lampelys i sine billeder. Han var også søgt som portrætmaler og raderede en del.